# Roman Schnur
Roman Schnur (Merzig Saar, 21 ottobre 1927 – Tubinga, 5 agosto 1996) è stato un giurista tedesco.
È stato inoltre un filosofo politico. Fu professore ordinario di diritto pubblico, amministrativo e dottrina dello Stato nell'Università di Tubinga dal 1972 al 1993.

## Biografia
Nato nella Saarland e cresciuto in un ambiente semplice (il padre era insegnante elementare), intraprese nel 1947 gli studi giuridici nell'Università Johannes Gutenberg di Magonza, dove si laureò con una tesi in storia del diritto dal titolo La Confederazione renana del 1658 nella storia costituzionale tedesca.
Nel 1955 entrò nella segreteria di redazione della rivista “Archiv für Rechts- und Sozialphilosophie” diretta da Theodor Viehweg, al cui interno si occupò della sezione filosofico-politica. In questo contesto Schnur fu uno dei primi studiosi che, a partire dal dopoguerra, fece aperto riferimento culturale alle tesi del giurista Carl Schmitt, che in quel momento appariva discreditato in quanto “Kronjurist del Terzo Reich”. L'ammirazione che Schnur ebbe per Carl Schmitt lo condusse a far parte della stretta cerchia dei suoi allievi, di cui formò in Germania, assieme a Reinhart Koselleck, la “seconda generazione” (la prima era costituita da giuristi come Ernst Forsthoff e da sociologi come Helmut Schelsky).
Nel 1956 Schnur divenne assistente di diritto amministrativo presso la cattedra di Carl Hermann Ule nella Scuola Superiore di Scienze dell'Amministrazione di Spira. Seguendo le tracce del suo maestro, Schnur si specializzò in seguito in diritto amministrativo ottenendo l'abilitazione nel 1961 con un lavoro sul concetto di legge, discusso con Ernst Forsthoff.
Con Ernst-Wolfgang Böckenförde e con Helmut Quaritsch fondò nel 1962 la rivista “Der Staat”, nella quale svolse un lavoro di ampliamento culturale delle tematiche del diritto pubblico positivo, nella direzione della storia costituzionale, della dottrina dello Stato e della filosofia politica.
Dopo aver operato tra il 1961 e il 1965 da giurista pratico come Consigliere superiore nella  Cancelleria di Stato di Magonza, impegnato in importanti riforme nel campo amministrativo, Schnur ebbe nel 1965 la nomina a professore ordinario ottenendo la cattedra di Scienza politica nell'Università di Bochum, da cui nel 1968 passò dapprima alla Scuola superiore di Scienza dell'Amministrazione di Spira ed infine, nel 1972, alla Facoltà giuridica dell'Università di Tübingen, dove sarebbe restato come ordinario di Diritto pubblico, Teoria delle istituzioni e Diritto amministrativo fino al 1993.
Schnur appartenne sul piano dottrinale a quella corrente di teorici del diritto pubblico che, nel quadro della giurisprudenza della Repubblica federale, si battevano per recuperare il primato interpretativo della dogmatica giuridica in polemica con le posizioni espresse dalla Corte Costituzionale Federale tedesca.

## Opere

### Pubblicazioni principali
- Roman Schnur, Individualismus und Absolutismus. Zur politischen Theorie vor Thomas Hobbes, 1600-1640, Berlin 1963.
- Roman Schnur (a cura di), Zur Geschichte der Erklärung der Menschenrechte, Darmstadt 1964.
- Roman Schnur (a cura di), Staatsräson. Studien zur Geschichte eines politischen Begriffs, Berlin 1975.
- Roman Schnur (a cura di), Festschrift für Ernst Forsthoff zum 70. Geburtstag, München 1972.
- Roman Schnur (a cura di), Staat und Gesellschaft. Studien über Lorenz vom Stein, Berlin 1978.
- Roman Schnur (a cura di), Die Rolle der Juristen bei der Entstehung des modernen Staates, Berlin 1986.
- Reinhart Koselleck - Roman Schnur (a cura di), Hobbes-Forschungen, Berlin 1969.
- Roman Schnur (a cura di), Institution und Recht, Darmstadt 1968.
- Roman Schnur, Strategie und Taktik bei Verwaltungsreformen, Berlin 1966.
- Roman Schnur, Der Begriff der "herrschenden Meinung" in der Rechtsdogmatik, in: Festgabe für Ernst Forsthoff, München 1967.
- Roman Schnur, Der Föderalismus als politisches Problem, in: "Neue Politische Literatur", 10, 1960.
- Roman Schnur, Zur Theorie des Bürgerkrieges, in: "Der Staat", 3, 1980.

### Testi tradotti in italiano
- Roman Schnur, Individualismo e assolutismo. Sulla teoria politica europea prima di Thomas Hobbes (1600-1640), a cura di Emanuele Castrucci, Milano 1979.
- Roman Schnur, Rivoluzione e guerra civile, a cura di Pier Paolo Portinaro, Milano 1986.

### Letteratura secondaria
- Frieder Günther, Denken vom Staat her. Die bundesdeutsche Staatsrechtslehre zwischen Dezision und Integration 1949-1970, München 2004.
- Dirk van Laak, Gespräche in der Sicherheit des Schweigens. Carl Schmitt in der politischen Geistesgeschichte der frühen Bundesrepublik, Berlin 1993.
- Rudolf Morsey - Helmut Quaritsch - Heinrich Siedentopf (a cura di), Staat, Politik, Verwaltung in Europa. Gedächtnisschrift für Roman Schnur, Berlin 1997.